# 岡田康則
岡田康則（1977年8月4日—）是日本的漫画家。千葉縣出身。1998年進入藤子プロ。自2001年的哆啦A夢大長篇「大雄與翼之勇者」開始，擔當哆啦A夢大長篇的繪製工作。

## 代表作
- 大雄與翼之勇者（漫画版執筆）
- 大雄與機器人王國（漫画版執筆）
- 大雄與不可思議風之使者（漫画版執筆）
- 大雄的貓狗時空傳（漫画版執筆）
- 大雄與綠色巨人傳（漫画版執筆）
- 大雄的人魚大海戰（漫画版執筆）